# 金子昇
金子 昇（、1974年10月18日 - ）は、日本の俳優、タレント。長崎県長崎市出身。ZONE、オスカープロモーション、アパッチを経て、現在は有限会社ゴールドチルドレン所属。

## 来歴
学生時代はビートルズなどのコピーバンドとして活動していた。そのころにビートルズを題材にした映画『バック・ビート』を観て俳優業に興味を持ち、映画好きでもあったことから俳優になることを決意した。
大学卒業後は、東京の企業に勤めながら演技のレッスンも受けていたが、大阪へ転勤になったことでレッスンを受けられなくなったため、退社してアルバイトをしながら本格的に俳優の道へと進んだ。このころ、アルバイト先の常連客の男性（北村一輝の兄）が芸能事務所の社長を務めていたことがきっかけで事務所へと所属する。また、融合事務所に書類を提出していたことから同事務所でレッスンを受けていた経験もある。
1999年の『女医』（読売テレビ）にて、ドラマデビュー。2001年、「スーパー戦隊シリーズ」第25作『百獣戦隊ガオレンジャー』にて獅子走 / ガオレッド 役で出演し、初主演を務めた。2003年には、映画『ゴジラ×モスラ×メカゴジラ 東京SOS』で主演の中條義人 役を演じた。
2009年、ドラマ『ママはニューハーフ』（テレビ東京）でニューハーフを演じるため、5キログラムの減量を行った。その後、様々なドラマ・映画に出演する一方、バラエティ番組など多方面で活躍。2011年、『海賊戦隊ゴーカイジャー』の9話にて、約8年ぶりに獅子走 役を演じた。さらに2019年の『4週連続スペシャル スーパー戦隊最強バトル!!』でも再び同役で出演した。

## 人物
長崎総合科学大学附属高等学校を経て、長崎総合科学大学工学部建築学科卒業。既婚者で1男2女の父親。次女の金子のあは2023年4月2日に芸能界デビューした。
趣味はサッカー、サーフィン、フットサル。特技はテニス、ビリヤード、料理。自身の性格について、シャイで自分の思っていることを表に出さないタイプと述べている。
2000年の平成仮面ライダーシリーズ『仮面ライダークウガ』（2000年）の主演最終オーディションまで残るも、落選していた。2013年の『ハイパーホビー』5月号のインタビューでは、「今度は仮面ライダー役を演じてみたい」と語っている。
『百獣戦隊ガオレンジャー』に出演する以前は仕事が少なくアルバイト中心の生活を送っていたため、同作の撮影でスケジュールが埋まっていることに喜びを感じていたと語っている。また、当時は共演者の酒井一圭と共に書店を訪れて関連書籍へのサインを申し出たり、DJが番組のファンであったラジオ番組へ出演を申し出るなど、ファンサービスに積極的だった。2016年に朝日新聞社のニュースサイト「withnews」によるインタビューには（15年後の今も『ガオレンジャー』は）「僕にとっては財産であり宝。それをなくしたら僕の半分くらいはなくなっちゃう感じ」と語っている。
『ゴジラ×モスラ×メカゴジラ 東京SOS』で共演した小泉博は、金子について爽やかでいい俳優だと評しており、役柄の性格を理解して自身をそこにはめ込んでいたと証言している。同じく共演者の吉岡美穂は、話しかけて緊張を和らげてもらい感謝していると述べている。同作品監督の手塚昌明は、金子について涙もろかった、やる気があり役柄と同様に自分の信じるものに真っ直ぐで一生懸命であったと述懐している。

## スポーツマンNo.1決定戦
- 第9回芸能人サバイバルバトルに予選会を突破しての参戦。MONSTER BOX 17段の記録を出すも、IRON SQUATで怪我をして途中棄権の憂き目にあう。
- 続く第10回大会ではBURN OUT GUYS 3位、POWER FORCE 2回戦進出、MONSTER BOX 17段、QUICK MUSCLE 5位、TAIL IMPOSSIBLE 6位の成績を収めて暫定総合4位でファイナリストに進むも、TAIL IMPOSSIBLEで足を痛めた影響で、3回全て失敗し、水内猛に逆転され、総合5位入賞に終わる。
- 第11回大会では全種目で6位以内に入る活躍を見せ、SHOT-GUN-TOUCHでは3回全て成功を収め、総合3位入賞を果たす。
- 第12回大会では初登場のSPIN OFFで決勝戦で池谷直樹を破り初めての種目別No.1を獲得。さらにMONSTER BOXとSHOT-GUN-TOUCHの2種目で自己記録更新を果たし、総合3位入賞を果たす。
- そして3年ぶりに参加した第17回大会ではQUICK MUSCLEで自己記録を塗り替え、全種目で安定した活躍を見せて総合5位入賞と、ブランクを感じさせない活躍を見せた。

芸能人サバイバルバトル
| 大会       | 放送日        | 総合順位 |
| ---------- | ------------- | -------- |
| 第9回大会  | 2002年3月23日 | 途中棄権 |
| 第10回大会 | 2002年9月27日 | 5位      |
| 第11回大会 | 2003年3月31日 | 3位      |
| 第12回大会 | 2003年9月26日 | 3位      |
| 第17回大会 | 2006年10月4日 | 5位      |

## 出演

### テレビドラマ
- 女医（1999年、読売テレビ）
- 鉄甲機ミカヅキ（2000年、フジテレビ） - AIT隊員金子 役
- スーパー戦隊シリーズ -（テレビ朝日）
  - 百獣戦隊ガオレンジャー（2001年 - 2002年） - 主演・獅子走 / ガオレッド 役
  - 海賊戦隊ゴーカイジャー 第9話（2011年4月17日） - 獅子走 役
  - 4週連続スペシャル スーパー戦隊最強バトル!! 第2話（2019年2月24日、テレビ朝日） - 獅子走 / ガオレッド 役[18]
  - 爆上戦隊ブンブンジャー バクアゲ40（2024年12月8日） - 阿久瀬錠の父 役[19]
- ぼくが地球を救う（2002年、TBSテレビ） - 飯倉航介 役
- 逮捕しちゃうぞ（2002年、テレビ朝日） - 岡林俊介 役
- こちら本池上署（2002年 - 2005年、TBSテレビ） - 竜崎愛刑事 役
- 独身3（2003年、テレビ朝日） - 上杉 役
- 乱歩R（2004年、読売テレビ） - 寒川 役
- 菊亭八百善の人びと（2004年、NHK総合） - 鈴木彦次 役
- 東京ワンダーホテル（2004年、日本テレビ） - 多賀夏彦 役
- ああ探偵事務所（2004年、テレビ朝日） - キヨヒロ 役
- 大奥〜第一章〜（2004年、フジテレビ） - 半井隼人 役
- ワンダフルライフ（2004年、フジテレビ） - 日下部浩二 役
- ガラスの華（2004年、韓国SBS） - 谷真人 役
- 嬢王（2005年 - 2010年、テレビ東京） - 西崎達也 役
- 瑠璃の島（2005年、日本テレビ） - 川島達也 役
- ダイヤモンドの恋（2005年、NHK大阪放送局）
- 夜王〜YAOH〜（2006年、TBSテレビ） - 一ノ瀬優 役
- てるてるあした（2006年、テレビ朝日） - 松本陽太 役
- CAとお呼びっ!（2006年、日本テレビ） - 渡部誠一 役
- ドラゴンフライ（2006年、WOWOW）
- 家族〜妻の不在・夫の存在〜（2006年、テレビ朝日、朝日放送） - 宿本和則 役
- 松本清張 わるいやつら（2007年、テレビ朝日、朝日放送） - 嘉治刑事 役
- 銭華2 DX豪華版（2007年、日本テレビ） - 磯崎貫弘 役
- 肩越しの恋人（2007年、TBSテレビ） - 石橋勇輝 役
- 警視庁捜査一課9係（2007年、テレビ朝日） - 風間 役
- ホテリアー（2007年、テレビ朝日）
- ジョシデカ!-女子刑事-（2007年、TBSテレビ） - 川口卓也 役
- 月曜ゴールデン（TBSテレビ）
  - 「女教師探偵 西園寺リカの殺人ノート」（2008年）
  - 「新・示談交渉人 裏ファイル3」（2014年4月21日） - 辰乃昭夫 役
  - 「守護神・ボディーガード 進藤輝3」（2014年6月9日） - 橘大輝 役
  - 「新 法廷荒らし 猪狩文助〜終の棲家〜」（2015年3月16日） - 笹山克典 役
  - 「警視庁南平班〜七人の刑事〜8」（2015年8月3日） - 秋津亮平 役
- トップセールス（2008年、NHK総合） - 未長智史 役
- 裸の大将〜宮崎の鬼が笑うので〜（2008年、フジテレビ）
- 鉄道捜査官 第9作 - 第18作（2008年10月11日 - 2018年5月13日、テレビ朝日） - 立花広太郎 役[20]
- あんどーなつ（2008年、TBSテレビ） - 三津屋龍太 役
- 金曜プレステージ（フジテレビ）
  - 「名司会者・寿鶴子 殺人スピーチ4」（2008年7月25日） - 若林智彦 役
  - 「潔癖クンの殺人ファイル」（2014年9月26日） - 橘雅斗 役
- ママはニューハーフ（2009年、テレビ東京） - 主演・大熊岩太郎 役[21]
- まっすぐな男（2010年、関西テレビ、MMJ） - 片岡 役
- 松本清張特別企画「一年半待て」（2010年、BS-TBS） - 緒方精一 役
- テンペスト（2011年、NHK BSプレミアム） - 孫嗣勇 役
- 忠臣蔵〜その義その愛（2012年、テレビ東京） - 片岡源五右衛門 役
- 土曜ワイド劇場
  - 「ミステリー作家六波羅一輝の推理2」（2012年4月21日、テレビ朝日、朝日放送） - 目一 役
  - 「広域警察4」（2013年10月19日、テレビ朝日、朝日放送） - 谷川恭介 役
  - 「法医学教室の事件ファイル39」（2014年10月18日、テレビ朝日） - 速水隆夫 役
  - 「ショカツの女11」（2015年11月21日、テレビ朝日、朝日放送） - 藤島功 役
  - 「棟居刑事の偽完全犯罪」（2016年4月23日、テレビ朝日） - 河上辰男 役
- 水曜ミステリー9 （テレビ東京）
  - 「密会の宿9」（2012年6月27日） - 高木信也 役
  - 「不倫調査員・片山由美12」（2012年8月29日） - 日野夏彦 役
  - 「森村誠一サスペンス 刑事の証明5」（2013年2月13日） - 松川武彦 役
  - 「温泉女将ふたりの事件簿3」（2014年1月22日） - 真下直樹 役
  - 「北海道警事件ファイル 警部補 五条聖子3」（2015年2月4日） - 笠原省吾 役
- でたらめヒーロー 第2話（2013年、読売テレビ） - 川島陽平 役
- 激流〜私を憶えていますか?〜（2013年、NHK総合） - 榎一之 役
- ドラマスペシャル「明日のマドレーヌ」（2013年7月27日、テレビ東京） - 森本正晴 役
- 殺しの女王蜂 第5話（2013年、テレビ東京） - 王子 役
- 私の父はチャンポンマン（2013年12月18日、NHK BSプレミアム） - 北川純司 役
- 今夜は心だけ抱いて（2014年、NHK BSプレミアム） - 吉岡保 役
- 聖母・聖美物語（2014年、東海テレビ、フジテレビ） - 柳沢弘明 役
- 警視庁捜査一課9係 season9 第9話（2014年9月3日、テレビ朝日） - 明神将人 役
- ドラマスペシャル 遺留捜査（2014年10月19日、テレビ朝日） - 米山司 役
- ドクターX〜外科医・大門未知子〜 第6話（2014年11月13日、テレビ朝日） - 六甲貴史 役
- テレビ東京開局50周年特別企画「松本清張 黒い画集-草-」（2015年3月25日、テレビ東京） - 杉崎保 役
- 最強のふたり〜京都府警 特別捜査班〜 第3話（2015年7月30日、テレビ朝日） - 望月遼馬 役
- 松本清張ミステリー時代劇 第11話「赤猫」（2015年9月8日、BSジャパン） - 平吉 役
- 大奥（2016年1月22日、フジテレビ）  -  日遠 役
- 警視庁ゼロ係〜生活安全課なんでも相談室〜 第3話（2016年1月29日、テレビ東京） - 福沢仁志 役
- ドラマスペシャル「名探偵キャサリン2 〜消えた相続人〜」（2016年3月20日、テレビ朝日） - 堀川明彦 役
- 松本清張特別企画 喪失の儀礼（2016年3月30日、テレビ東京） - 脇坂宏昌 役
- 金曜プレミアム枠「松本清張スペシャル かげろう絵図」（2016年4月8日、フジテレビ） - 日祥 役
- 警視庁捜査一課9係 season11 第4話（2016年4月27日、テレビ朝日） - 高見沢誠 役
- 男と女のミステリー時代劇（2016年） - 髪結い・藤吉
- スペシャルドラマ「老人ホーム「ハッピー・ロード」愉快な仲間たちの事件簿」（2016年9月11日、テレビ東京） - 中西隆弘 役
- ドラマスペシャル「瀬戸内少年野球団」（2016年9月17日、テレビ朝日） - 清水監督 役
- トクチョウの女〜国税局特別調査部〜（2017年3月4日、フジテレビ） - 金子賢司 役
- フズリナの記憶（中国語版）（2018年、台湾） - 島田伸司 役
- 日曜プライム(テレビ朝日）
  - 「検事・悪玉」（2018年6月10日） - 葛西修平 役
  - 「終着駅シリーズ33」（2018年6月24日） - 立野恭一 役
- 星屑リベンジャーズ 第1話（2018年7月31日、名古屋テレビ[注釈 1]） - 川名章介 役
- ひみつ×戦士 ファントミラージュ!（2019年12月1日、テレビ東京） - モロヘイヤー 役
- 刑事7人 SEASON6 第1話･第2話･第9話最終話（2020年8月5日･12日･9月30日、テレビ朝日） - 高木慎一郎 役
- 逃げるは恥だが役に立つ ガンバレ人類! 新春スペシャル!!（2021年1月2日、TBS） - 谷 役[22]
- 今野敏サスペンス 警視庁強行犯係 樋口顕 第3話（2021年1月29日、テレビ東京） - 北川亮 役
- アバランチ 第5話（2021年11月15日、カンテレ・フジテレビ系） - 長谷川 役
- 嫌われ監察官 音無一六 season1 第3話（2022年5月20日、テレビ東京） - 立脇修武 役
- ちむどんどん（2022年6月3日 - 、NHK）- 天城勇一 役
- スターチャンネル オリジナルドラマプロジェクト「5つの歌詩（うた）」EPISODE 02『マスカラまつげ』（2022年7月21日 スターチャンネルEX、8月21日 BS10スターチャンネル）- 吉岡 役
- 差出人は、誰ですか?（2022年10月11日 - 12月16日、TBS） - 桑鶴雅巳 役[23][24]
- グランマの憂鬱（2023年4月8日 - 5月27日、東海テレビ・フジテレビ） - 設楽夢二 役[25]
- 相棒 season22 第7話（2023年11月29日、テレビ朝日） - 矢崎浩輔 役
- ジャンヌの裁き（2024年1月12日 - 3月8日、テレビ東京） - 塩川学 役[26]
- 晩酌の流儀3 第9話（2024年8月31日、テレビ東京） - 尾原 役[27]
- 海に眠るダイヤモンド 第3話・5話（2024年11月10日・24日、TBS） - 河上 役
- 失踪人捜索班 消えた真実 第1話（2025年4月11日、テレビ東京） - 岩永 役[28]

### WEBドラマ
- 星屑リベンジャーズ 第1話（2018年7月23日、AbemaTV[注釈 1]） - 川名章介 役
- ショート・プログラム「若葉マーク」（2022年3月1日、Amazon Prime Video）[29]
- トリッパーズ（2024年8月9日〈予定〉 - 、YouTube 他）[30]

### 映画
- 劇場版 百獣戦隊ガオレンジャー 火の山、吼える（2001年） - 主演・獅子走 / ガオレッド 役
- マッスルヒート（2002年） - 石橋憲 役
- 新・影の軍団（2003年 - 2004年） - 烏丸 役
- 巌流島-GANRYUJIMA-（2003年）
- ゴジラ×モスラ×メカゴジラ 東京SOS（2003年） - 主演・中條義人 役[4]
- Scratch!（2004年） - 主演
- メノット（2004年） - 高塚 役
- TWILIGHT FILE影 - （2005年） - 主演・風間亮 役
- 呪戒 JUKAI（2005年） - 風間健一 役
- 魁!!クロマティ高校（2005年） - 北斗 役
- 釣りバカ日誌16 浜崎は今日もダメだった♪♪（2005年） - 久保田達也 役
- クラッシャーカズヨシ（2005年） - 世紀末獅子ノボルオウ 役
- 約束（2005年）
- ルナハイツ2（2006年） - 有森研二 役
- 放郷物語 THROWS OUT MY HOMETOWN（2006年） - 吉村広樹 役
- ITバブルと寝た女たち（2007年） - 小田島悟 役
- コーチ 40歳のフィギュアスケーター（2010年） - 原田陽介 役（特別出演）
- 苦い蜜〜消えたレコード〜（2010年） - 主演・三影 役
- 首領を殺れ（2010年） - 主演・ナベシマ 役
- むこうぶち9 高レート裏麻雀列伝 麻将（2012年） - 張 役
- 池島譚歌（2014年） - 諒一 役
- 少女は異世界で戦った（2014年） - 豪徳寺 役
- 妻が恋した夏（2014年）
- 25 NIJYU-GO（2014年）
- ソ満国境 15歳の夏（2015年） - 佐藤教官 役
- 海難1890（2015年） - 山元 役
- W〜二つの顔を持つ女たち〜（2015年） - 足柄映太 役
- 天使に“アイム・ファイン”（2016年） - 栗原護 役
- 嫌な女（2016年） - 嶋正義 役
- ウスケボーイズ（2018年） - 安藤弘 役
- 映画 桃源郷ラビリンス〜生々流転〜
- いのちの停車場（2022年）[31]
- 灰色の壁 -大宮ノトーリアス-（2022年） - 沢村 役[32]

### バラエティ
- スポーツマンNo.1決定戦（TBS）
- トリビアの泉 〜素晴らしきムダ知識〜（フジテレビ、不定期出演）
- 体育王国（TBS、2003年4月 - 2003年9月）
- ぶらり途中下車の旅（日本テレビ）
- THEわれめDEポン（フジテレビONE）

### ウェブテレビ
- 新春オールスター麻雀大会2020（2020年1月2日 - 3日、AbemaTV）[33]※テレビ朝日でも一部放送

### 教育番組
- NHK高校講座化学基礎（2016年4月 - 、NHKEテレ） - MC

### 広告
- バンダイ「携帯変身Gフォン」（2001年）
- バンダイ「ガオレンジャー隊員ジャケット」（2001年）
- フルキャストスチール（2002年 - 2003年）
- ミツカン/クッキング追いがつお（2004年 - ）
- 長崎総合科学大学（2004年 - 2006年）
- 宝仙堂「凄十」（2019年）[34]

### 舞台
- 昇龍演舞（北沢タウンホール） - 主演
- マッスルミュージカル（2002年 - 2003年、赤坂ACTホール）
- お登勢（芸術座）
- ラブ・レター（博品館劇場） - 主演
- サムシング・スイート（2007年、PARCO劇場）
- 大奥（2007年 - 2010年、明治座、博多座、松竹座）
- LOVE LETTERS（2008年、PARCO劇場）
- 三丁目の夕日（2008年、明治座）
- ロイヤルホ☆ト2011（2011年）
- 三越劇場8月公演「姑は推理作家」（2011年8月13日 - 22日、三越劇場）
- Ask「どんでん」（2012年1月18日 - 22日、シアターサンモール）
- 吉本百年物語「笑う門には、大大阪」（2012年） - 社員・橋本 役
- 旅立ち〜足寄より〜（2013年）
- 「ブラックジャックによろしく」に、よろしく。（2013年） - 斉藤一朗 役
- 殺し屋にくびったけ （2014年4月23日 - 28日、笹塚ファクトリー） - 氷室浩介 役
- 春日局（2015年1月2日 - 23日、明治座） - 徳川家光 役
- 殺し屋にくびったけ〜氷室浩介を救出せよ〜（2015年5月20日 - 24日、笹塚ファクトリー） - 氷室浩介 役
- おたふく物語（2016年9月、明治座） - 栄二 役[35]
- 熱血！ブラバン少女。（2017年3月4日 - 26日、博多座） - 小椎尾真司 役[36]
- 月のバッキャロー!!（2017年、シアターグリーンBOX in BOX THEATE） - 友情出演[37]
- STRAYDOG Produce「心は孤独なアトム」（2018年） - トシオ 役[38]
- シブヤクチュアリー（2018年4月11日 - 15日、ワーサルシアター） [39]
- スケリグ（2019年）[40]
- 桃源郷ラビリンス（演出：菅野臣太朗、2019年4月4日 - 7日、なかのZERO 大ホール / 2019年4月13日・14日、おかやま未来ホール） - エイブラハム・D・ストーカー 役[41]
- 舞台『新宿羅生門』（2023年9月22日 - 10月1日、こくみん共済coopホール/スペース・ゼロ）- 清河堅児 役[42]
  - 舞台『新宿羅生門』薩長エージェンシー編（2025年1月18日 - 26日、こくみん共済 coop ホール/スペース・ゼロ）[43][44]
- 舞台『Change the World』（2024年6月8日 - 16日、サンシャイン劇場）[45]
- STRAYDOG Produce「幸せになるために」（2024年7月11日 - 15日、新宿村LIVE / 8月24日・25日、in→dependent theatre）[46]
- 舞台『ぼくらの七日間戦争2025』（2025年8月24日 - 9月2日〈予定〉、東京建物 Brillia HALL / 9月10日 - 18日〈予定〉、東京建物 Brillia HALL 箕面 大ホール / 9月24日 - 28日〈予定〉、京都劇場 / 10月2日・3日〈予定〉、東海市芸術劇場 大ホール / 11月7日 - 9日〈予定〉、熊本城ホール メインホール / 11月7日 - 9日〈予定〉、東京建物 Brillia HALL） - 酒井敦 役[47]

### オリジナルビデオ
- スーパー戦隊シリーズ - いずれも、獅子走 / ガオレッド 役
  - 百獣戦隊ガオレンジャー スーパービデオ 対決!ガオレンジャーVSガオシルバー 炎のピヨちゃんたんじょう!（2001年、講談社） 主演
  - 百獣戦隊ガオレンジャーVSスーパー戦隊（2001年） 主演
  - 忍風戦隊ハリケンジャーVSガオレンジャー（2003年）
- I'll/CKBC（2002年） - 主演・立花茜 役（声の出演）
- ドリフト6 -Z-（2005年） - 主演
- 麻雀群狼記 ゴロ（2011年） - 主演・安斉雅 役
- むこうぶち9 高レート裏麻雀列伝 麻将（2012年）
- ザ・闇金融道（2012年） - 哲哉 役
- ザ・闇金融道2（2013年） - 哲哉 役
- 麻雀破壊神 むこうぶち傀 山師（2020年5月） - 傀 役
- 麻雀破壊神 むこうぶち傀 相性（2020年6月） - 傀 役

### ゲーム
- 百獣戦隊ガオレンジャー（2001年、プレイステーション） - ガオレッドの声 役
- COMBAT QUEEN（2002年、プレイステーション2）

## ディスコグラフィ

### CD
| 発売日         | 楽曲タイトル                                                        | アーティスト名義 | 収録アルバム                                     | 最高 順位 |
| -------------- | ------------------------------------------------------------------- | --- | ------------------------------------------------ | --------- |
| 2002年11月21日 | 大空への階段                                                        | ガオレンジャー ［ガオレッド（金子昇）、ガオイエロー（堀江慶）、ガオブルー（柴木丈瑠）、 ガオブラック（酒井一圭）、ガオホワイト（竹内実生）］                            | 忍風戦隊ハリケンジャー VS 百獣戦隊ガオレンジャー | -位       |
| 2002年11月21日 | ガオレンジャー吼えろ!! ［オールキャスト・スペシャル・ヴァージョン］ | ガオレンジャー&山形ユキオ ［ガオレンジャー：獅子走（金子昇）、鷲尾岳（堀江慶）、鮫津海（柴木丈瑠）、 牛込草太郎（酒井一圭）、大河冴（竹内実生）、大神月麿（玉山鉄二）］ | 忍風戦隊ハリケンジャー VS 百獣戦隊ガオレンジャー | -位       |

## 作品

### 書箱
- 金子昇 / らいっ！ （2001年、学研）
- 金子昇×要潤 / 抜群 （2002年、講談社）
- 金子昇　魅せるカラダ改造術 （2004年、宝島社）

### DVD
- 金子昇 Myself（バップ）
- 金子昇 逃げ水のむこうに（ZONE）
- 金子昇 PREMIUM EDITION（ベガファクトリー）
- 金子昇 in RIDE ON STREET（KSS）